# Ан-Наджаф (округа)
Ан-Наджаф — округа провінції Наджаф, Ірак.
| Ірак | Це незавершена стаття з географії Іраку. Ви можете допомогти проєкту, виправивши або дописавши її. |